# Christophe Ohrel
Christophe Ohrel (Saint-Dié, Franciaország, 1968. április 7. –) svájci francia labdarúgó-középpályás.
A svájci válogatott tagjaként részt vett az 1994-es labdarúgó-világbajnokságon.